# The Switch
The Switch, anteriormente llamada The Baster (titulada Papá por accidente en Argentina y Chile; Loco Por Ella en el resto de Hispanoamérica; Un pequeño cambio en España), es una comedia romántica con drama protagonizada por Jennifer Aniston y Jason Bateman. Will Speck y Josh Gordon (Blades of Glory) dirigieron la comedia del guion escrito por Allan Loeb. La película se basó en el cuento "Baster" por Jeffrey Eugenides. La filmación comenzó en marzo de 2009 y terminó en mayo de 2009.

## Trama
Kassie Larson (Jennifer Aniston) es una mujer soltera que no ha encontrado el amor y decide que quiere tener un bebé. A pesar de las objeciones de su neurótico mejor amigo Wally (Jason Bateman), ella decide hacerlo sola ya que no quiere esperar más. También quiere estar cara a cara con un donante de esperma, ya que no aprueba el banco de espermas. Wally sugiere que él sea el donante, pero Kassie lo ve como un poco neurótico, pesimista y auto-absorbido, además, como mejores amigos, "eso sería raro." Wally siempre ha tenido sentimientos por Kassie, y ambos estuvieron en una relación hace seis años, pero su amigo Leonard (Jeff Goldblum), le recuerda que él perdió la oportunidad y lo puso en la "zona de amigos".
Kassie elige como donante de esperma a un atractivo y guapo (y casado) profesor asistente llamado Roland (Patrick Wilson). Kassie organiza una fiesta de inseminación, donde Wally conoce a Roland y adquiere un instántaneo rechazo a él, Roland es llamado y produce su esperma en el baño, dejándolo en un frasco de muestra. Wally utiliza el baño y ve la muestra. Borracho y drogado después de tomar una píldora en la fiesta que le dio la amiga de Kassie, Debbie (Juliette Lewis), y para nada de acuerdo con la idea de Kassie ser inseminada con este esperma, Wally juega con el frasco y por accidente lo desparrama en el lavadero del baño. Temeroso, lo reemplaza con su propio esperma. Al día siguiente, con resaca, no recuerda nada. La inseminación es exitosa. Wally se molesta cuando Kassie le dice que ella está regresando con su familia en Minnesota, ya que ella piensa que será un mejor ambiente para criar a un niño, en lugar de la Ciudad de Nueva York, ella se marcha y Wally mantiene una lúgubre existencia sin metas.
Siete años después, Kassie regresa a Nueva York con su precoz pero neurótico hijo de seis años Sebastian (Thomas Robinson). Ella quiere reconectar con Wally, y tiene ganas de presentarle a su hijo a él. Luego de un extraño encuentro, Wally en algún momento forma un lazo con Sebastian, quién empieza a encariñarse con Wally, pero los problemas surgen cuando Roland está entre ellos: Kassie empezó a salir con él ya que está divorciado y, como ella piensa que él es el padre de Sebastian, y un buen sujeto, podría funcionar.
Luego de que Wally nota las similitudes entre él y Sebastian, y tras hablar con su amigo Leonard, Wally reconoce lo que ocurrió hace siete años. Antes de que Roland le proponga matrimonio a Kassie, Wally revela a Kassie que Sebastian es su hijo, junto con confesarle sus verdaderos sentimientos. Ella queda tan chocada y furiosa que no quiere verlo nunca más. Pasa un tiempo, y un día, al salir de su trabajo, Wally encuentra a Kassie esperando por en la calle, fuera de su oficina. Ella le cuenta que Sebastian en verdad lo extraña y lo necesita. Wally admite que también extraña y necesita a Sebastian. Kassie luego le cuenta que ya no está con Roland, y que ella ama a Wally, aún con todas sus indosincrasias. Wally le propone matrimonio, Kassie acepta, y se besan. La última escena muestra a Wally y Kassie, ya casados, celebrando una fiesta a Sebastian para celebrar su octavo cumpleaños.

## Reparto
- Jennifer Aniston como Kassie.
- Jason Bateman como Wally.
- Thomas Robinson como Sebastian.
- Jeff Goldblum como Leonard.
- Patrick Wilson como Roland.
- Juliette Lewis como Debiet.
- Scott Elrod como Declan.
- Todd Louiso como Artie.
- Caroline Dhavernas como Pauline.
- Bryce Robinson como Older Sebastian.

## Contexto
La trama, que involucra inseminación artificial, tiene similitudes con El plan B, qué fue filmada aproximadamente al mismo tiempo, y siguió en la estela de Baby Mama, que tocaba el tema de la maternidad subrogada.

## Críticas
The Switch recibió críticas mixtas, obteniendo una calificación de 49% en Rotten Tomatoes. Su consenso dice "The Switch tiene una interesante premisa y un encantador reparto, desafortunadamente, también tiene un trillado libreto que taja muy cerca de las cansadas formulas de las comedias románticas".

## Banda sonora
| Canciones |                                                             |                        |          |  |
| N.º       | Título                                                      | Cantante(s)            | Duración |  |
| 1.        | «Opening Titles»                                            | Alex Wurman            | 1:54     |  |
| 2.        | «Instant Replay»                                            | Dan Hartman            | 3:25     |  |
| 3.        | «Freakshow On The Dance Floor»                              | The Bar-Kays           | 6:34     |  |
| 4.        | «I Can't Wait (versión editada)»                            | Nu Shooz               | 3:40     |  |
| 5.        | «The Bomb (These Sounds Fall Into My Mind) (Pop Radio Mix)» | Sunrider               | 2:43     |  |
| 6.        | «Here Comes The Sun»                                        | Fat Larry'S Band       | 5:22     |  |
| 7.        | «Pushin' On Feat. Alice Russell»                            | Quantic Soul Orchestra | 3:19     |  |
| 8.        | «Little L»                                                  | Jamiroquai             | 3:57     |  |
| 9.        | «Lice»                                                      | Alex Wurman            | 2:49     |  |
| 10.       | «Open Your Heart»                                           | Lavender Diamond       | 3:11     |  |
| 11.       | «Sea Green, See Blue»                                       | Jaymay                 | 6:17     |  |
| 12.       | «Bluebird Of Happiness (Ulrich Schnauss Remix)»             | Mojave 3               | 9:56     |  |
| 13.       | «All The Beautiful Things»                                  | Eels                   | 2:22     |  |
| 14.       | «Numbered Days»                                             | Eels                   | 3:42     |  |
| 15.       | «Lovers' Carvings»                                          | Bibio                  | 3:54     |  |